# تشارلز برات هانتينغتون
تشارلز برات هانتينغتون (بالإنجليزية: Charles Pratt Huntington)‏ هو مهندس معماري أمريكي، ولد في 22 نوفمبر 1871 في لوغانسبورت في الولايات المتحدة، وتوفي في 15 أكتوبر 1919.